# Caramanico Terme
Caramanico Terme is een gemeente in de Italiaanse provincie Pescara (regio Abruzzen) en telt 2089 inwoners (31-12-2004). De oppervlakte bedraagt 84,4 km², de bevolkingsdichtheid is 25 inwoners per km². De gemeente ligt in het Nationaal Park Majella.
De volgende frazioni maken deel uit van de gemeente: San Tommaso, San Vittorino, Scagnano, San Nicolao, Sant'Elia, De Contra.

## Demografie
Caramanico Terme telt ongeveer 882 huishoudens. Het aantal inwoners daalde in de periode 1991-2001 met 4,2% volgens cijfers uit de tienjaarlijkse volkstellingen van ISTAT.
| Jaar | Inwoneraantal |
| ---- | ------------- |
| 1991 | 2213          |
| 2001 | 2119          |

## Geografie
Caramanico Terme grenst aan de volgende gemeenten: Abbateggio, Bolognano, Fara San Martino (CH), Pennapiedimonte (CH), Pratola Peligna (AQ), Roccamorice, Salle, San Valentino in Abruzzo Citeriore, Sant'Eufemia a Maiella, Sulmona (AQ).
Abbateggio · Alanno · Bolognano · Brittoli · Bussi sul Tirino · Cappelle sul Tavo · Caramanico Terme · Carpineto della Nora · Castiglione a Casauria · Catignano · Cepagatti · Città Sant'Angelo · Civitaquana · Civitella Casanova · Collecorvino · Corvara · Cugnoli · Elice · Farindola · Lettomanoppello · Loreto Aprutino · Manoppello · Montebello di Bertona · Montesilvano · Moscufo · Nocciano · Penne · Pescara · Pescosansonesco · Pianella · Picciano · Pietranico · Popoli · Roccamorice · Rosciano · Salle · San Valentino in Abruzzo Citeriore · Sant'Eufemia a Maiella · Scafa · Serramonacesca · Spoltore · Tocco da Casauria · Torre de' Passeri · Turrivalignani · Vicoli · Villa Celiera
1. ↑  https://demo.istat.it/?l=it.